# Federico Cristiano di Brandeburgo-Bayreuth
Federico Cristiano di Brandeburgo-Bayreuth (Weferlingen, 17 luglio 1708 – Bayreuth, 20 gennaio 1769) fu margravio di Brandeburgo-Bayreuth del 1763 fino alla sua morte.

## Biografia
Federico Cristiano era il più giovane dei quattordici figli di Cristiano Enrico di Brandeburgo-Kulmbach e della moglie Sofia Cristiana di Wolfstein. Succedette al nipote Federico morto senza eredi; apparteneva alla linea degli Hohenzollern di Franconia detta Brandeburgo-Kulmbach.
Suo padre morì il 5 aprile 1708, ad appena tre mesi dalla sua nascita e prima di lui solo sei tra fratelli e sorelle dei suoi erano sopravvissuti raggiungendo l'età adulta: Giorgio Federico Carlo, che divenne margravio di Bayreuth; Alberto Wolfgang, che venne ucciso in battaglia nel 1734; Dorotea Carlotta, contessa di Hohenlohe-Weikersheim per matrimonio che morì nel 1712 dopo solo sette mesi di matrimonio; Sofia Maddalena, divenuta per matrimonio regina di Danimarca; Federico Ernesto e Sofia Carolina, principessa dell'Ostfriesland.
Federico Cristiano, per parte sua, era considerato un eccentrico e, se vogliamo, la "pecora nera" della famiglia. Al tempo della morte del cugino Giorgio Guglielmo di Brandeburgo-Bayreuth (1726), egli si guadagnava da vivere come Luogotenente Generale al soldo dei danesi presso Wandsbek vicino ad Amburgo e non era per nulla preparato alle questioni di governo nella reggenza del principato di Bayreuth.
Salito al trono, infatti, egli non esercitò mai di fatto i suoi poteri e lasciò il controllo del principato a suo fratello Giorgio Federico Carlo. Ove mise mano personalmente, il suo governo troncò l'illuminismo dei suoi predecessori, tentando drasticamente di ridurre le spese dello stato, inducendo molti artisti a trasferirsi altrove e tutti i cantieri edili vennero chiusi. Bayreuth sprofondò, così, di nuovo nel provincialismo.
La sua salute, da sempre molto fragile, peggiorò drasticamente nei suoi ultimi anni di vita ed egli stesso morì il 20 gennaio 1769, portando all'estinzione della linea diretta della sua casata. Aveva costruito un magnifico mausoleo rococò a Weferlingen dove però non venne mai sepolto. Attualmente la sua salma si trova sepolta a Bayreuth.

## Matrimonio ed eredi
A Schaumburg an der Lahn il 26 aprile 1732, Federico Cristiano sposò Vittoria Carlotta di Anhalt-Bernburg-Schaumburg-Hoym, dalla quale ebbe due figlie, di cui solo una raggiunse l'età adulta:
- Cristiana Sofia Carlotta (Neustadt am Aisch, 15 ottobre 1733 - Seidingstadt, 8 ottobre 1757), sposò il 20 gennaio 1757 il duca Ernesto Federico III di Sassonia-Hildburghausen.
- Sofia Maddalena (Neustadt am Aisch, 12 gennaio 1737 - Neustadt am Aisch, 23 luglio 1737)

Cristiana Sofia Carlotta, l'unica figlia sopravvissuta della coppia, morì quattro giorni dopo aver dato alla luce una figlia, che gli sopravvisse solo nove giorni. Questo fatto gettò nello sconforto più totale Federico Cristiano, il quale iniziò sempre meno ad occuparsi della famiglia. Sette anni dopo, poco dopo la sua ascesa al trono, Federico Cristiano e Vittoria Carlotta divorziarono ed ella fece ritorno alla propria nazione d'origine, ove morì nel 1792, ventitré anni dopo il marito, senza più risposarsi.
Non avendo avuto eredi maschi, Federico Cristiano divenne l'ultimo membro della linea dei Brandeburgo-Bayreuth che aveva tenuto la reggenza sul principato dal 1603. I suoi territori passarono quindi al suo distante parente, Carlo Alessandro di Brandeburgo-Ansbach.

## Ascendenza
|                                                              |                       |                                                     | Genitori                                          |  |  | Nonni |  |  | Bisnonni                          |  |  | Trisnonni                       |  |
|                                                              |                       |                                                     |                                                   |  |  |       |  |  | Cristiano di Brandeburgo-Bayreuth |  |  | Giovanni Giorgio di Brandeburgo |  |
|                                                              |                       |                                                     |                                                   |  |  |       |  |  | Cristiano di Brandeburgo-Bayreuth |  |  | Giovanni Giorgio di Brandeburgo |  |
|                                                              |                       | Elisabetta di Anhalt-Zerbst                         |                                                   |  |  |       |  |  | Cristiano di Brandeburgo-Bayreuth |  |  |                                 |  |
| Giorgio Alberto di Brandeburgo-Kulmbach                      |                       |                                                     |                                                   |  |  |       |  |  | Cristiano di Brandeburgo-Bayreuth |  |  |                                 |  |
|                                                              |                       | Maria di Hohenzollern                               | Alberto Federico di Prussia                       |  |  |       |  |  |                                   |  |  |                                 |  |
|                                                              |                       | Maria di Hohenzollern                               | Alberto Federico di Prussia                       |  |  |       |  |  |                                   |  |  |                                 |  |
|                                                              |                       | Maria di Hohenzollern                               | Maria Eleonora di Jülich-Kleve-Berg               |  |  |       |  |  |                                   |  |  |                                 |  |
| Cristiano Enrico di Brandeburgo-Kulmbach                     |                       | Maria di Hohenzollern                               |                                                   |  |  |       |  |  |                                   |  |  |                                 |  |
|                                                              |                       | Filippo di Schleswig-Holstein-Sonderburg-Glücksburg | Giovanni di Schleswig-Holstein-Sonderburg         |  |  |       |  |  |                                   |  |  |                                 |  |
|                                                              |                       | Filippo di Schleswig-Holstein-Sonderburg-Glücksburg | Giovanni di Schleswig-Holstein-Sonderburg         |  |  |       |  |  |                                   |  |  |                                 |  |
|                                                              |                       | Filippo di Schleswig-Holstein-Sonderburg-Glücksburg | Elisabetta di Brunswick-Grubenhagen               |  |  |       |  |  |                                   |  |  |                                 |  |
| Maria Elisabetta di Schleswig-Holstein-Sondenburg-Glücksburg |                       | Filippo di Schleswig-Holstein-Sonderburg-Glücksburg |                                                   |  |  |       |  |  |                                   |  |  |                                 |  |
|                                                              |                       | Sofia Edvige di Sassonia-Lauenburg                  | Francesco II di Sassonia-Lauenburg                |  |  |       |  |  |                                   |  |  |                                 |  |
|                                                              |                       | Sofia Edvige di Sassonia-Lauenburg                  | Francesco II di Sassonia-Lauenburg                |  |  |       |  |  |                                   |  |  |                                 |  |
|                                                              |                       | Sofia Edvige di Sassonia-Lauenburg                  | Maria di Brunswick-Wolfenbüttel                   |  |  |       |  |  |                                   |  |  |                                 |  |
| Federico Cristiano                                           |                       | Sofia Edvige di Sassonia-Lauenburg                  |                                                   |  |  |       |  |  |                                   |  |  |                                 |  |
|                                                              | Giovanni di Wolfstein | Giovanni Adamo di Wolfstein                         |                                                   |  |  |       |  |  |                                   |  |  |                                 |  |
|                                                              | Giovanni di Wolfstein | Giovanni Adamo di Wolfstein                         |                                                   |  |  |       |  |  |                                   |  |  |                                 |  |
|                                                              | Giovanni di Wolfstein | Elisabetta di Limpurg                               |                                                   |  |  |       |  |  |                                   |  |  |                                 |  |
| Alberto Federico di Wolfstein                                | Giovanni di Wolfstein |                                                     |                                                   |  |  |       |  |  |                                   |  |  |                                 |  |
|                                                              |                       | Barbara Teufel zu Gundersdorf                       | …                                                 |  |  |       |  |  |                                   |  |  |                                 |  |
|                                                              |                       | Barbara Teufel zu Gundersdorf                       | …                                                 |  |  |       |  |  |                                   |  |  |                                 |  |
|                                                              |                       | Barbara Teufel zu Gundersdorf                       | …                                                 |  |  |       |  |  |                                   |  |  |                                 |  |
| Sofia Cristiana di Wolfstein                                 |                       | Barbara Teufel zu Gundersdorf                       |                                                   |  |  |       |  |  |                                   |  |  |                                 |  |
|                                                              |                       | Wolfgang Giorgio I di Castell-Remlingen             | Wolfgang II di Castell-Remlingen                  |  |  |       |  |  |                                   |  |  |                                 |  |
|                                                              |                       | Wolfgang Giorgio I di Castell-Remlingen             | Wolfgang II di Castell-Remlingen                  |  |  |       |  |  |                                   |  |  |                                 |  |
|                                                              |                       | Wolfgang Giorgio I di Castell-Remlingen             | Giuliana di Hohenlohe-Neuenstein                  |  |  |       |  |  |                                   |  |  |                                 |  |
| Sofia Luisa di Castell-Remlingen                             |                       | Wolfgang Giorgio I di Castell-Remlingen             |                                                   |  |  |       |  |  |                                   |  |  |                                 |  |
|                                                              |                       | Sofia Giuliana di Hohenlohe-Waldenburg-Pfedelbach   | Luigi Eberardo di Hohenlohe-Waldenburg-Pfedelbach |  |  |       |  |  |                                   |  |  |                                 |  |
|                                                              |                       | Sofia Giuliana di Hohenlohe-Waldenburg-Pfedelbach   | Luigi Eberardo di Hohenlohe-Waldenburg-Pfedelbach |  |  |       |  |  |                                   |  |  |                                 |  |
|                                                              |                       | Sofia Giuliana di Hohenlohe-Waldenburg-Pfedelbach   | Dorotea di Erbach                                 |  |  |       |  |  |                                   |  |  |                                 |  |
|                                                              |                       | Sofia Giuliana di Hohenlohe-Waldenburg-Pfedelbach   |                                                   |  |  |       |  |  |                                   |  |  |                                 |  |